# Aeskulap
Aeskulap är ett bildvisningprogram för medicinska bilder, vanligen röntgenbilder i DICOM-format, vilka man kan ladda in serier av.
Programmet är gratis att använda för Windows, GNU/Linux, BSD, men har i första hand utvecklats för GNU/Linux. Målet med utvecklingen av programmet är att skapa ett program i öppen källkod som alternativ till de kommersiella DICOM-bildvisningsprogrammen.
Utöver källkod att ladda ner, finns officiella paket tillgängliga för följande linuxdistributioner:
- Debian[3]
- Ubuntu[4]
- Opensuse[5]
- Fedora[6]
- Linux Mint[7]

Programmets namn anknyter till Asklepios, läkekonstens gud inom den grekiska mytologin.